# Tonight (West Side Story)
Tonight è una canzone del musical del 1957 West Side Story con musica scritta da Leonard Bernstein e testi di Stephen Sondheim. È stata pubblicata nel 1956.

## Descrizione
La canzone è un duetto d'amore tra i protagonisti Tony e Maria, cantato mentre Tony fa visita a Maria sulla scala antincendio fuori dal suo appartamento. West Side Story è un adattamento modernizzato di Romeo e Giulietta di Shakespeare ambientato nella New York del XX secolo; la scena in cui viene cantata Tonight è l'adattamento della famosa "scena del balcone" di Romeo e Giulietta.
Molti dei pezzi di West Side Story sperimentano diversi trucchi melodici. Questa canzone è degna di nota per i suoi prominenti intervalli di quarta perfetta e per un tema che inizia su una scala pentatonica ma si sviluppa in una chiave occidentale.

## Storia
Nella produzione originale di Broadway del 1957 di West Side Story, Tonight è stata interpretata da Larry Kert e Carol Lawrence nei ruoli di Tony e Maria. Nell'adattamento cinematografico del musical del 1961, la canzone è stata eseguita da Marni Nixon (che doppia Natalie Wood come Maria) e Jimmy Bryant (che doppia Richard Beymer come Tony). Questa interpretazione della canzone è elencata al 59º posto del sondaggio AFI's 100 Years...100 Songs sui brani migliori del cinema americano.

## Versionicover
La canzone fu pubblicata nel 1961 come singolo nelle versioni di Ferrante & Teicher (n. 8 pop, n. 2 di facile ascolto) e Eddie Fisher, la cui versione mancò di poco la Top 40. Shirley Bassey registrò la canzone nel 1962, quando raggiunse il n. 21 nelle classifiche del Regno Unito, diventando l'unica registrazione di questa canzone classificata nelle classifiche del Regno Unito. Jay and the Americans hanno pubblicato una versione cover della canzone. Andy Williams ha pubblicato una versione del suo album del 1962, Moon River and Other Great Movie Themes. Sergio Franchi registrò la canzone nel suo album Red Seal della RCA Records del 1963, Broadway, I Love You. I We Five pubblicarono la canzone nel loro album del 1966, You Were on My Mind. Gloria Gaynor ha pubblicato una versione disco nel 1980. Jenna Ushkowitz ha cantato la canzone su Glee nell'episodio Preggers. Tonight è stata ripresa nel quinto episodio della terza stagione dello spettacolo The First Time, questa volta cantato da Lea Michele e Darren Criss. Billy Eckstine registrò la canzone nel 1961 con Hal Mooney e la sua orchestra. Gloria Estefan ha registrato la canzone con Dave Grusin nell'album Dave Grusin Presents West Side Story (1997).